# Georg Ledderhose

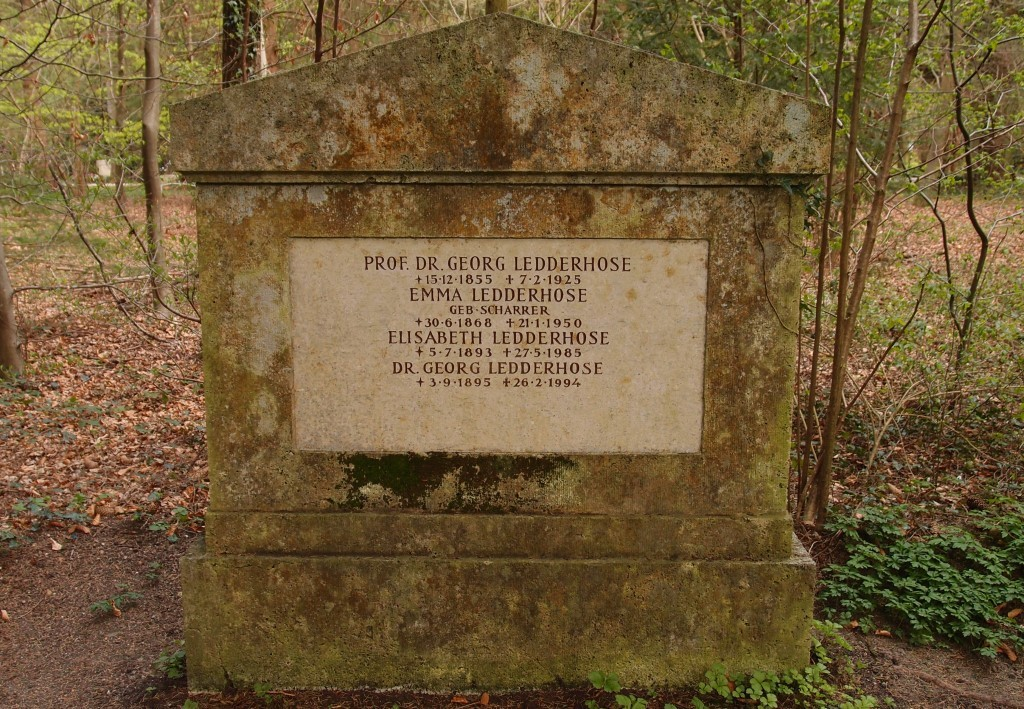
Tumba de Ledderhose

Georg Ledderhose (Bockenheim, 15 de diciembre de 1855–Múnich, 1 de febrero de 1925) fue un cirujano alemán.
En 1876, Ledderhose descubrió la glucosamina mientras trabajaba con tejidos de cartílago junto a Felix Hoppe-Seyler (1825-1895) en Estrasburgo. Aunque fue el primero en identificar la sustancia, la estereoquímica del compuesto no fue totalmente definida hasta 1939 con las investigaciones de Walter Haworth. Ledderhose fue el primero en describir la condición de fibromatosis plantar, en 1894, que más tarde sería conocida como enfermedad de Ledderhose.